# Ključ (BiH)
Ključ je općina u sjeverozapadnom dijelu Bosni i Hercegovini. Nalazi se u Bosanskoj krajini, točnije u najjužnijem dijelu Unsko-sanske županije. Ime je dobio zahvaljujući svom geostrateškom i dominirajućem položaju nad svojom okolinom.

## Zemljopis
Ključ leži na magistralnoj cesti M-5, koji grad povezuje sa susjednim općinama: Bosanskim Petrovcem i Mrkonjić Gradom, preko kojih je povezan sa zapadnom Europom, Jadranskom obalom i preko Sarajeva južnom Europom. Sa sjeverne strane naslanja se na općinu Sanski Most. Predratna općina Ključ zauzimala je površinu od 844 km2, a na popisu iz 1991. godine imala je 37.391 stanovnika.
Na području općine Ključ nalaze se izvori triju rijeka:  Sane, Sanice i Ribnika. Te su rijeke i pored opće zagađenosti okoline u današnjim vremenima uspjele ostati nezagađene i predstavljaju veliki potencijal za ribolov.

## Stanovništvo

### Popisi 1971. – 1991.
| Stanovništvo općine Ključ |                  |                  |                  |
| godina popisa             | 1991.            | 1981.            | 1971.            |
| Srbi                      | 18.506 (49,49 %) | 20.771 (51,91 %) | 23.892 (59,78 %) |
| Muslimani                 | 17.696 (47,32 %) | 16.596 (41,48 %) | 15.226 (38,09 %) |
| Hrvati                    | 330 (0,88 %)     | 380 (0,94 %)     | 534 (1,33 %)     |
| Jugoslaveni               | 579 (1,54 %)     | 1836 (4,58 %)    | 131 (0,32 %)     |
| ostali i nepoznato        | 280 (0,74 %)     | 425 (1,06 %)     | 183 (0,45 %)     |
| ukupno                    | 37.391           | 40.008           | 39.966           |

#### Ključ (naseljeno mjesto), nacionalni sastav
| Ključ              |                |                |                |
| godina popisa      | 1991.          | 1981.          | 1971.          |
| Srbi               | 4107 (52,19 %) | 2097 (42,38 %) | 1387 (40,48 %) |
| Muslimani          | 3036 (38,58 %) | 1629 (32,92 %) | 1709 (49,88 %) |
| Hrvati             | 181 (2,30 %)   | 169 (3,41 %)   | 214 (6,24 %)   |
| Jugoslaveni        | 419 (5,32 %)   | 980 (19,80 %)  | 69 (2,01 %)    |
| ostali i nepoznato | 126 (1,60 %)   | 73 (1,47 %)    | 47 (1,37 %)    |
| ukupno             | 7869           | 4948           | 3426           |

### Popis 2013.
| Stanovništvo općine Ključ |                  |
| godina popisa             | 2013.            |
| Bošnjaci                  | 16.130 (96,33 %) |
| Srbi                      | 273 (1,63 %)     |
| Hrvati                    | 30 (0,18 %)      |
| ostali i nepoznato        | 311 (1,86 %)     |
| ukupno                    | 16.744           |

| Ključ – naseljeno mjesto |                |
| godina popisa            | 2013.          |
| Bošnjaci                 | 4641 (94,75 %) |
| Srbi                     | 86 (1,76 %)    |
| Hrvati                   | 20 (0,41 %)    |
| ostali i nepoznato       | 151 (3,08 %)   |
| ukupno                   | 4898           |

## Naseljena mjesta
Općinu Ključ sačinjavaju sljedeća naseljena mjesta:
Biljani Donji, 
Biljani Gornji, 
Budelj Gornji, 
Crljeni, 
Donje Ratkovo, 
Donje Sokolovo, 
Donji Ramići, 
Donji Vojići, 
Dubočani, 
Gornje Ratkovo, 
Gornje Sokolovo, 
Gornji Ramići, 
Gornji Vojići, 
Hadžići, 
Hasići, 
Hripavci, 
Humići, 
Jarice, 
Kamičak, 
Ključ, 
Kopjenica, 
Korjenovo, 
Krasulje, 
Lanište, 
Ljubine, 
Međeđe Brdo, 
Mijačica, 
Peći, 
Pištanica, 
Plamenice, 
Prhovo, 
Prisjeka Donja, 
Prisjeka Gornja, 
Rudenice, 
Sanica, 
Sanica Donja, 
Sanica Gornja, 
Velagići, 
Velečevo, 
Zavolje i 
Zgon.
Poslije potpisivanja Daytonskog mirovnog sporazuma, manji dio općine Ključ ušao je u sastav Federacije BiH. U sastav Republike Srpske ušla su sljedeća naseljena mjesta:
Busije, 
Crkveno, 
Čađavica, 
Donja Previja, 
Donja Slatina,
Donje Ratkovo, 
Donje Sokolovo, 
Donji Ribnik, 
Donji Vrbljani, 
Dragoraj, 
Dubočani,
Gornja Previja,
Gornja Slatina, 
Gornje Ratkovo,
Gornje Sokolovo,
Gornji Ribnik, 
Gornji Vrbljani, 
Hasići, 
Jarice, 
Ljubine, 
Rastoka, 
Sitnica, 
Sredice, 
Stražice, 
Treskavac, 
Velečevo,
Velijašnica, 
Velije i
Zableće. Od ovog područja nastala je općina Ribnik.
Na popisima 1971. i 1981. godine, postojala su i naseljena mjesta: Majkići i Rejzovići. Ova naselja su na popisu 1991. godine ukinuta i pripojena drugim naseljenim mjestima.

## Uprava
Općina je organizirana u 10 mjesnih zajednica: MZ Ključ, MZ Krasulje, MZ Velegići, MZ Humići, MZ Zgon-Crljeni, MZ Sanica, MZ Biljani, MZ Velečevo, MZ Kamičak, MZ Donja Sanica.[nedostaje izvor]

## Povijest
Sam grad se prvi put spominje 1329. u dokumentima bana Stjepana II. Kotromanića. Sjedište srednjovjekovne župe Banice.
Tijekom rata cijela općina je na prvom (1992. – 1994.) pod kontrolom Vojske Republike Srpske. U rujnu 1995., nakon oslobodilačke akcije Hrvatske vojske, Maestrala, a 5. korpusu ARBiH ulazi u napušteni grad. U kasnijim sukobima sa srpskom vojskom HV mora opet intervenirati, te operacijom Južni Potez sprečava ponovni pad grada pod Srbe.

## Kultura

### Nacionalni spomenici
Na listi nacionalnih spomenika Bosne i Hercegovine za općinu Ključ nalaze se sljedeći spomenici:
- "Stari grad Kamičak" (historijsko područje),
- "Stari grad Ključ" (gradisteljsko povijesna cjelina).[4]

## Poznate osobe
- Šerif Konjević, pjevač
- Zlatan Muslimović, nogometaš
- Muhamed Subašić, nogometaš
- Enes Kišević, pjesnik i dramski umjetnik
- Husein Čokić, glumac
- Semir Krivić, televizijski glumac

## Sport
- NK Ključ
- NK Bajer 99 Velegići
- NK Omladinac Sanica
- Karate klub Ključ
- ŽOK Ključ
- Kaja Kanu Klub Ključ
- Košarkaški klub Ključ

Od 1997. održava se kajakaška regata pod nazivom Ključka regata.

## Vanjske poveznice
- Službena stranica Općine Ključ